# Ejido Jesús del Monte
Ejido Jesús del Monte är en ort i Mexiko.   Den ligger i kommunen Maravatío och delstaten Michoacán de Ocampo, i den södra delen av landet, 150 km väster om huvudstaden Mexico City. Ejido Jesús del Monte ligger 2 306 meter över havet och antalet invånare är 216.
Terrängen runt Ejido Jesús del Monte är kuperad åt sydväst, men åt nordost är den platt. Terrängen runt Ejido Jesús del Monte sluttar brant österut. Runt Ejido Jesús del Monte är det ganska tätbefolkat, med 124 invånare per kvadratkilometer. Närmaste större samhälle är Ciudad Hidalgo, 15,4 km söder om Ejido Jesús del Monte. I omgivningarna runt Ejido Jesús del Monte växer huvudsakligen savannskog.